# ماوريسيو مارتينيز
ماوريسيو مارتينيز (بالإسبانية: Mauricio Martínez)‏ (20 فبراير 1993 في الأرجنتين - ) هو لاعب كرة قدم أرجنتيني في مركز الوسط، شارك في كرة القدم في الألعاب الأولمبية الصيفية 2016. ولعب مع روزاريو سنترال ويونيون دي سانتا في.

## وصلات خارجية
- ماوريسيو مارتينيز على موقع إي إس بي إن إف سي (الإنجليزية)
- ماوريسيو مارتينيز على موقع قاعدة بيانات كرة القدم.إي يو (الإنجليزية)
- ماوريسيو مارتينيز على موقع Soccerway.com (الإنجليزية)
- ماوريسيو مارتينيز على موقع عالم كرة القدم.نت (الإنجليزية)
- ماوريسيو مارتينيز على موقع أوليمبيديا (الإنجليزية)
- ماوريسيو مارتينيز على موقع اللجنة الأولمبية الأرجنتينية (الإسبانية)
- ماوريسيو مارتينيز على موقع AS.com (الإسبانية)